# Pointe Bayeux
La pointe Bayeux est un sommet secondaire des Alpes françaises. Elle culmine à 4 258 mètres et se situe au nord du dôme du Goûter. La voie Normale du mont Blanc passe à proximité de ce sommet.